# Платов, Евгений Аркадьевич
Евге́ний Арка́дьевич Пла́тов (род. 7 августа 1967, Одесса) — советский и российский фигурист. Двукратный олимпийский чемпион (1994, Лиллехаммер и 1998 год, Нагано) в спортивных танцах на льду. Выступал в паре с Оксаной Грищук (под руководством Наталии Линичук). Они — четырёхкратные чемпионы мира, трёхкратные чемпионы Европы, двукратные победители финалов Гран-при, а также чемпионы России и чемпионы СССР. Ранее, выступая в паре с Еленой Крыкановой, Евгений Платов три раза подряд (с 1984 по 1986 год) становился чемпионом мира среди юниоров.

## Биография

### Любительская карьера
Начал заниматься фигурным катанием в 1974 году, в Одессе, на катке «Авангард». Первый тренер — Борис Рублёв. Первая партнёрша — Елена Крыканова. С ней Евгений Платов три раза подряд выигрывал чемпионаты мира среди юниоров, все, в которых они участвовали.
Следующей партнёршей Евгения стала Лариса Федоринова, с которой они вышли на «взрослый» уровень. Эта пара два раза подряд становилась четвёртой на чемпионатах СССР.
В 1989 году Платов встал в пару с Оксаной Грищук. Пара выиграла последний чемпионат СССР (1991).

### Профессиональная карьера
После второй победы на Олимпийских играх в 1998 году дуэт с Оксаной Грищук распался. Оксана попыталась покорить Голливуд, а Евгений встал в пару с Майей Усовой и новый дуэт начал выступать в профессиональных ледовых шоу. Тренировались у Татьяны Тарасовой. Выигрывали чемпионат мира среди профессионалов.
В 2006 году принял участие в шоу телеканала РТР «Танцы на льду», где выступал в паре с актрисой и фотомоделью Анной Азаровой.

### Тренерская деятельность
Вместе с Майей Усовой, параллельно выступлениям в профессиональных шоу, с 2001 по 2004 год работал ассистентом у Татьяны Тарасовой в Симсбери (Коннектикут, США). Он помогал тренировать олимпийскую чемпионку Сидзуку Аракаву, а также работал с Сашей Коэн и Джонни Вейром, (когда тот консультировался у Тарасовой).
После возвращения Тарасовой в Россию начал самостоятельную работу в США. Работал совместно с Александром Жулиным, помогал ставить олимпийские программы для Татьяны Навки и Романа Костомарова. Сотрудничал с Николаем Морозовым.
Работал с израильской сборной по фигурному катанию. В частности, был тренером танцевальных пар Галит Хайт — Сергей Сахновский и Александра Зарецкая — Роман Зарецкий.
В настоящее время самыми известными его учениками являются британский танцевальный дуэт Шинед и Джон Керры.
Работает на катке «Princeton Sports Center» в штате Нью-Джерси, США.

### Личная жизнь
В 1992 году женился на актрисе Марии Аникановой. Вместе они прожили три года и в 1995 году развелись.

### Награды
- Орден «За заслуги перед Отечеством» III степени (27 февраля 1998 года) — за выдающиеся достижения в спорте, мужество и героизм, проявленные на XVIII зимних Олимпийских играх 1998 года[7]
- Орден Почёта (22 апреля 1994 года) — за высокие спортивные достижения на XVII зимних Олимпийских играх 1994 года[8]
- Заслуженный мастер спорта России (1994 год).

## Программы
(с Оксаной Грищук)
| Сезон     | Оригинальный танец          | Произвольный танец                                                                                  | Показательный                                                           |
| --------- | --------------------------- | --------------------------------------------------------------------------------------------------- | ----------------------------------------------------------------------- |
| 1997—1998 | Jailhouse Rock Элвис Пресли | Memorial Майкл Найман                                                                               | Frozen Мадонна You’ll See Мадонна Foxy Lady The Jimi Hendrix Experience |
| 1996—1997 | Libertango Астор Пьяццолла  | The Feeling Begins Питер Гэбриел                                                                    | You’ll See Мадонна                                                      |
| 1995—1996 | España Cañí                 | - Muchachita Перес Прадо - Mambo Jambo (a.k.a. Que Rico El Mambo) Перес Прадо - Bogota Джил Вентура | I Will Always Love You Уитни Хьюстон                                    |
| 1994—1995 | Girls Girls Girls           | Steppin' Out                                                                                        | Адажио соль минор Ремо Джадзотто, Томазо Альбинони                      |
| 1993—1994 | Historia de um Amor         | Rock Around the Clock                                                                               | Rock Around the Clock (с вокалом)                                       |
| 1992—1993 | Aquarell                    | St. James Infirmary Blues                                                                           | Aquarell Венский вальс                                                  |
| 1991—1992 |                             | - Schön Rosmarin - Liebesleid Фриц Крейслер                                                         |                                                                         |
| 1990—1991 |                             | - Тарантелла - 'O Sole Mio - Funiculì, Funiculà                                                     |                                                                         |
| 1989—1990 | Moliendo Café Хьюго Бланко  | Сиртаки из фильма «Грек Зорба» Микис Теодоракис                                                     |                                                                         |

(с М. Усовой)
| Сезон     | Программы                                                                                              |
| --------- | --- |
| 2000—2001 | Танго из фильма «Семейка Аддамс» Desert Rose Стинг Кармен Жорж Бизе                                    |
| 1999—2000 | Шербурские зонтики Мишель Легран - Copa de la Vida - Historia de un Amor Spente Le Stelle Эмма Шапплин |
| 1998—1999 | Padam Padam Эдит Пиаф When You Came Into My Life Scorpions Лунная соната Людвиг ван Бетховен           |

## Спортивные достижения

### в любителях
(с О. Грищук)
| Соревнование/Сезон      | 1989—90 | 1990—91 | 1991—92 | 1992—93 | 1993—94 | 1994—95 | 1995—96 | 1996—97 | 1997—98 |
| ----------------------- | ------- | ------- | ------- | ------- | ------- | ------- | ------- | ------- | ------- |
| Зимние Олимпийские игры |         |         | 4       |         | 1       |         |         |         | 1       |
| Чемпионаты мира         | 5       | 4       | 3       | 2       | 1       | 1       | 1       | 1       |         |
| Чемпионаты Европы       | 5       | 5       | 3       | 2       | 2       |         | 1       | 1       | 1       |
| Чемпионаты России       |         |         |         | 1       |         |         | 1       |         |         |
| Чемпионаты СССР         | 3       | 2       | 1       |         |         |         |         |         |         |
| Финалы Гран-при         |         |         |         |         |         |         | 1       |         | 1       |

(с Л. Федориновой)
| Соревнование/Сезон                          | 1987—1988 | 1988—1989 |
| ------------------------------------------- | --------- | --------- |
| Чемпионаты мира                             |           | 6         |
| Чемпионаты СССР                             | 4         | 4         |
| Grand Prix Internationale de Paris          | 4         |           |
| Турнир на призы газеты «Московские новости» |           | 2         |
| Мемориал Карла Шефера                       |           | 1         |

(с Е. Крыкановой)
| Соревнование/Сезон            | 1983—84 | 1984—85 | 1985—86 |
| ----------------------------- | ------- | ------- | ------- |
| Чемпионаты мира среди юниоров | 1       | 1       | 1       |

### в профессионалах
(с М. Усовой)
| Соревнования/Сезон                  | 1998—99 | 1999—00 | 2000—01 |
| ----------------------------------- | ------- | ------- | ------- |
| Чемпионат мира среди профессионалов | 1       | 2       | 3       |
| Sears Figure Skating Open           | 1       |         |         |
| ESPN Pro Skating Championship       |         | 2       |         |
| Japan Open                          | 1       | 1       |         |
| Игры доброй воли                    |         | 2       |         |
| Ice Wars Baton Rouge                |         | 2       |         |
| Sears Canadian Open                 |         | 2       |         |